# Sage (nome)
Sage  è un nome proprio di persona inglese maschile e femminile.

## Origine e diffusione

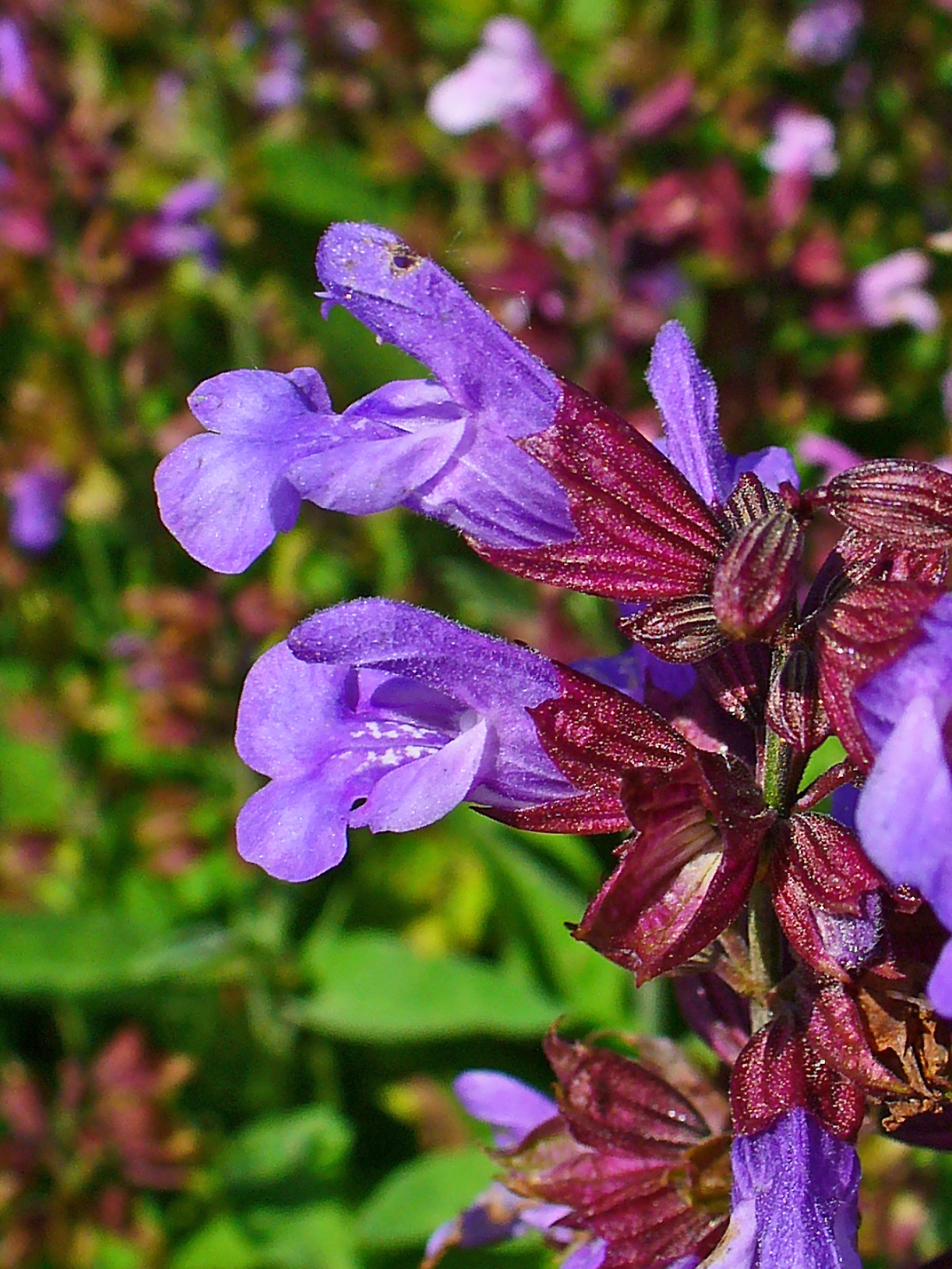
Fiori di Salvia officinalis

Nome moderno, dalla duplice origine; da una parte, può riprendere il vocabolo inglese sage, che indica la salvia, collocandosi quindi in quella schiera di nomi ispirati alle piante, insieme con altri quali Mimosa, Poppy, Daisy, Giacinta, Hajnalka e via dicendo. Etimologicamente deriva, in questo caso, tramite il francese antico sauge, dal latino salvia, a sua volta da salvus ("sano", "in salute", in riferimento alle proprietà curative attribuite a tale erba).
In alternativa, può riprendere un altro termine inglese omografo, sage, che vuol dire letteralmente "saggio"; anche qui, risalendo al francese antico sage e al galloromanzo sabius,  si arriva ad un'origine latina, da sapere ("avere gusto", "essere saggio"), in ultimo dalla radice protoindoeuropea *sap-, "assaggiare").

## Onomastico
Non ci sono santi che portano questo nome, che quindi è adespota. L'onomastico può eventualmente essere festeggiato il 1º novembre, festa di Ognissanti. 

## Persone

### Maschile
- Sage Brocklebank, attore canadese
- Sage Francis, rapper statunitense
- Sage Kotsenburg, snowboarder statunitense
- Sage Northcutt, artista marziale misto statunitense
- Sage Rosenfels, giocatore di football americano statunitense
- Sage Stallone, attore e regista statunitense

### Femminile
- Sage Kirkpatrick, attrice ceca

## Il nome nelle arti
- Sage è un personaggio dei fumetti DC Comics.
- Sage, personaggio della serie televisiva animata The Herbs
- Sage, personaggio dei videogiochi della serie Shuffle!
- Sage, personaggio di I Cavalieri dello zodiaco - The Lost Canvas - Il mito di Ade
- Sage, personaggio apparso nel videogioco Sonic Frontiers